# 筑肥線
筑肥線（ちくひせん）は、福岡県福岡市西区の姪浜駅から佐賀県唐津市の唐津駅まで、および唐津市の山本駅から同県伊万里市の伊万里駅までを結ぶ九州旅客鉄道（JR九州）の鉄道路線（幹線）である。

## 概要
1923年（大正12年）から1935年（昭和10年）にかけて当時の北九州鉄道会社によって建設され開業した路線で、1937年（昭和12年）に国有化された。かつては福岡 - 伊万里間の短絡線的性格を有し、博多駅 - 伊万里駅間を唐津市街地を通らないルートで結んでいた路線であったが、1983年（昭和58年）3月22日に姪浜駅 - 唐津駅間の電化および福岡市地下鉄空港線との直通運転開始にあわせて、博多駅 - 姪浜駅間と虹ノ松原駅 - 山本駅間が廃止され、後者が虹ノ松原駅 - 唐津駅間の新線に経路変更されたことで、唐津駅を経由するルートで結ぶ路線となった。この時、唐津駅 - 山本駅間が唐津線との重複区間となったが、1987年（昭和62年）の国鉄分割民営化に際して唐津駅 - 山本駅間が唐津線の単独扱いに戻ったため、筑肥線は姪浜駅 - 唐津駅間と山本駅 - 伊万里駅間の2区間に分断された路線となった。区間分断後も両区間は唐津線を介して接続されている。
伊万里駅では、かつてはその先の松浦線と接続していたため、博多駅 - 長崎駅間を結んだ急行「平戸」など、筑肥線と松浦線を直通運転する列車もあったが、1988年（昭和63年）に松浦線が第三セクターの松浦鉄道に転換されたことにより直通運転はされなくなった。また、2002年（平成14年）に伊万里駅の駅舎改築とともに線路も分断された。
姪浜駅 - 唐津駅間は福岡市・唐津市双方への通勤・通学路線となっており、福岡市地下鉄空港線と相互直通運転を行うため、九州地方の国鉄（現在のJR九州）の路線としては、山陽本線の関門トンネル部に次いで直流電化された。なお、同区間および同区間と直通運転をしている唐津線唐津駅 - 西唐津駅間は、JR九州内では唯一直流専用電車が運転されている。
また、姪浜駅 - 唐津駅間は唐津線唐津駅 - 西唐津駅間と合わせてIC乗車カード「SUGOCA」の利用エリアに含まれている。なお、他のSUGOCAエリアでは2011年（平成23年）3月5日よりTOICA・ICOCAとの相互利用を開始したが、当路線については接続する福岡市地下鉄線のはやかけんが相互利用に対応していなかった関係上、全区間でTOICA・ICOCAの利用対象外となっていた。2013年（平成25年）3月23日の交通系ICカード全国相互利用サービス開始に合わせ、SUGOCAを導入している全ての駅でTOICA・ICOCAの利用が可能となった。
2016年（平成28年）12月22日には、リアルタイム列車位置情報システム「どれどれ」が運用開始され、スマートフォンアプリ「JR九州アプリ」により、当線では下山門駅 - 西唐津駅間・西唐津駅 - 伊万里駅間におけるリアルタイムの列車位置情報が配信されスマートフォンで閲覧できるようになった。ただし、姪浜駅 - 下山門駅間は閉塞方式の都合で配信することができない。
姪浜駅 - 周船寺駅間の各駅は福岡市に所在するが、福岡市内のJR九州の他の路線とつながっていないため、旅客営業規則上の「特定都区市内」における「福岡市内」のエリアには含まれていない。なお、博多駅 - 姪浜駅間が廃止されるまでは、これらの駅は「福岡市内」として扱われていた。

### 路線データ
- 管轄（事業種別）：九州旅客鉄道（第一種鉄道事業者）
- 路線距離（営業キロ）
  - 姪浜駅 - 唐津駅間 42.6km
  - 山本駅 - 伊万里駅間 25.7km
- 軌間：1067mm
- 駅数：31（各区間の起終点駅含む）
  - 筑肥線所属駅に限定した場合、唐津駅と山本駅（どちらも唐津線所属[5]）が除外され、29駅となる。なお、伊万里駅はかつて松浦線所属[5]であったが、同線の松浦鉄道への転換に伴い、筑肥線所属に変更された。
- 複線区間：姪浜駅 - 筑前前原駅間
- 電化区間：姪浜駅 - 唐津駅間（直流 1,500V）
- 最高速度：85km/h[2]
- 保安装置：ATS-SK（ATS-DKについては設置対象外とされている）
- 閉塞方式
  - 姪浜駅 - 筑前前原駅間：複線自動閉塞式
  - 筑前前原駅 - 唐津駅間：単線自動閉塞式
  - 山本駅 - 伊万里駅間：特殊自動閉塞式（軌道回路検知式）
- IC乗車カード対応区間：
  - SUGOCA福岡・佐賀・大分・熊本エリア：姪浜駅 - 唐津駅間

全線が本社鉄道事業本部直轄となっている。ただし姪浜駅構内は福岡市交通局の管理下に置かれている。

### 利用状況

#### 平均通過人員
各年度の平均通過人員（人/日）および旅客運輸収入は以下のとおりである。
| 年度                   | 平均通過人員（人/日） | 平均通過人員（人/日） | 平均通過人員（人/日） | 平均通過人員（人/日） | 平均通過人員（人/日） | 旅客運輸収入 （百万円/年） | 出典        |
| 年度                   | 全区間                | 伊万里 - 唐津         | 唐津 - 筑前前原       | 筑前前原 - 姪浜       | 唐津 - 西唐津（参考） | 旅客運輸収入 （百万円/年） | 出典        |
| ---------------------- | --------------------- | --------------------- | --------------------- | --------------------- | --------------------- | -------------------------- | ----------- |
| 1987年度（昭和62年度） | 7,557                 | 728                   | 7,233                 | 13,593                | 1,315                 |                            | [ 6 ]       |
| 2016年度（平成28年度） | 9,752                 | 236                   | 5,755                 | 43,961                | 1,026                 | 3,607                      | [ 6 ] [ 7 ] |
| 2017年度（平成29年度） | 9,959                 | 227                   | 5,859                 | 44,975                | 1,066                 | 3,720                      | [ 8 ]       |
| 2018年度（平成30年度） | 10,181                | 222                   | 5,870                 | 46,283                | 1,005                 | 3,803                      | [ 9 ]       |
| 2019年度（令和元年度） | 10,207                | 214                   | 5,878                 | 46,445                | 1,024                 | 3,867                      | [ 10 ]      |
| 2020年度（令和02年度） | 7,417                 | 180                   | 4,016                 | 34,282                | 766                   | 2,585                      | [ 11 ]      |
| 2021年度（令和03年度） | 7,834                 | 184                   | 4,206                 | 36,310                | 766                   | 2,865                      | [ 12 ]      |
| 2022年度（令和04年度） | 8,657                 | 196                   | 4,728                 | 39,960                | 765                   | 3,288                      | [ 13 ]      |

#### 線区別収支
平均通過人員が2,000人/日未満の線区（伊万里駅 - 唐津駅間）における各年度の収支（営業収益、営業費、営業損益）は以下のとおりである。▲はマイナスを意味する。
| 年度                   | 収支（百万円） | 収支（百万円） | 収支（百万円） | 出典   |
| 年度                   | 営業収益       | 営業費         | 営業損益       | 出典   |
| ---------------------- | -------------- | -------------- | -------------- | ------ |
| 2018年度（平成30年度） | 39             | 232            | ▲193           | [ 14 ] |
| 2019年度（令和元年度） | 38             | 274            | ▲235           | [ 15 ] |
| 2020年度（令和02年度） | 26             | 178            | ▲152           | [ 16 ] |
| 2021年度（令和03年度） | 26             | 171            | ▲146           | [ 17 ] |
| 2022年度（令和04年度） | 28             | 167            | ▲140           | [ 18 ] |

## 沿線概況

### 姪浜駅 - 筑前前原駅間
高架駅の姪浜駅を発車した直後は、沿線にマンションやビルが見られるが、すぐに住宅街に変貌する。南側に福岡市地下鉄の姪浜車両基地を見ながら高架をくだり、下山門駅に到着する。しばらく北側には松林（生の松原）が広がる。生の松原を過ぎて博多湾が見えてきたところで、福岡市都心部から断続的に続いた市街地を外れ、下り線は電化時に山側に新規に作った単線トンネルを、上り線は複線化時に海側の旧単線トンネルを改修して再使用した長垂山を貫く長垂トンネルに入る。長垂トンネルを抜けると、福岡市西区内では西部の副次的中核地域である今宿駅に到着する。今宿駅を発車し高架区間に入ると、両側は伊都土地区画整理事業により整地された住宅街である。次第に周辺にビルやマンションが増え、高架島式ホーム1面2線の九大学研都市駅に到着。南側にはイオンモール福岡伊都が隣接している。九大学研都市駅を出てしばらくすると区画整理の事業地内を抜けて、住宅街を見ながら高架線を下り、周船寺駅に到着する。周船寺駅からは福岡前原有料道路の高架が確認できる。周船寺駅を発車してすぐに糸島市に入る。依然沿線には住宅街が広がっているが、徐々に田圃が見られるようになる。波多江駅を出ると、南側には溜池や田圃が多く見られるが、糸島高校前駅の手前まで来ると市街地となり、複線区間の終点となる筑前前原駅に到着する。乗り入れてきた福岡市地下鉄の列車はここで折り返す（2021年のダイヤ改正前は筑前深江駅で折り返す列車もあった）。

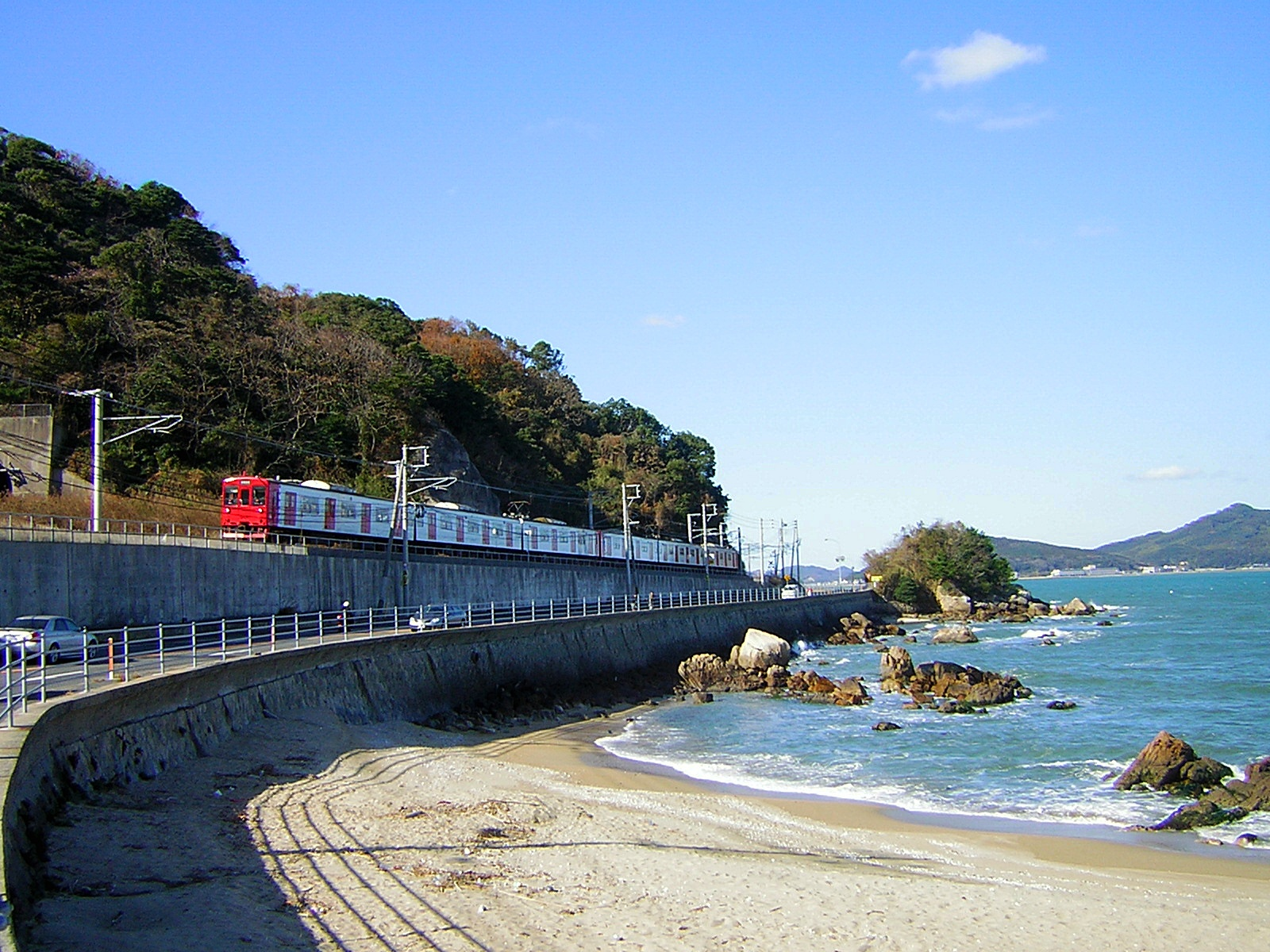
博多湾沿いを走行する103系1500番台6両編成 （下山門駅 - 今宿駅 2005年12月）
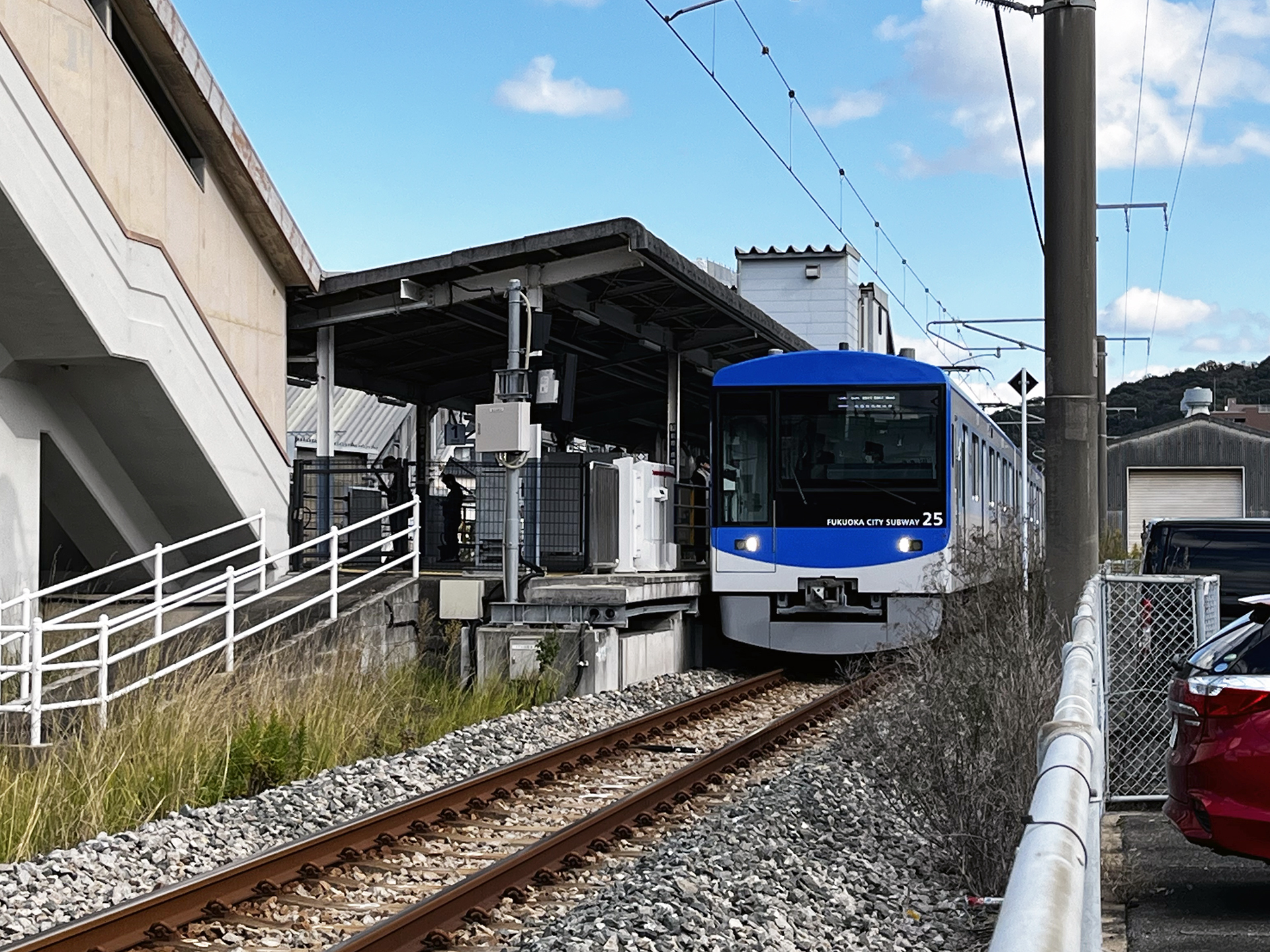
今宿駅に停車中の福岡市交通局4000系 （今宿駅 2024年12月）

### 筑前前原駅 - 唐津駅間
筑前前原の隣駅である単式1面1線の美咲が丘駅前後では国道202号と並行するが、まもなく離れて、島式1面2線の加布里駅、単式1面1線の一貴山駅を出ると、広大な田園風景が出現する。田園風景を駆け抜けると、筑前深江駅に到着する。筑前深江駅からは概ね国道202号と並行しながら右手に玄界灘を見ることができるが、トンネルやカーブが多く65km/h程度しか出せない状況が続く。大入駅、福吉駅、鹿家駅と過ぎて行くと県境に達し、佐賀県唐津市に入り、遠くに虹の松原が確認できる。二丈浜玉道路の橋梁と並行する玉島川橋梁を渡ると、まもなく国道202号と離れ、浜崎駅に到着する。浜崎駅を出るとすぐ、右手に虹の松原が近接する。そのまま片面1面1線の虹ノ松原駅を過ぎた辺りで地上駅時代の初代東唐津駅に繋がっていた旧線との分岐位置から分かれる。ここから唐津駅までの新線は呼子線の一部として建設された。唐津市内に入りながら高架区間に入り、唐津市街に近づいてくると、まもなく高架開業後島式1面2線として整備されている東唐津駅に到着。東唐津駅周辺では旧線の東唐津駅 - 山本駅間の線路跡を利用した新東唐津駅土地区画整理事業が行われている。東唐津駅のすぐ先で長大な松浦川橋梁を渡る。松浦川橋梁では遠くに唐津城や唐津発電所の煙突が確認できる。松浦川橋梁部を渡りきると、住宅地を眼下に見ながら和多田駅に到着する。和多田駅の北側は丘陵の住宅地となっており、和多田駅の先で明治時代に唐津興業鉄道として開業し、国鉄分割民営化後も非電化区間となっている唐津線と合流し、谷間の高架線を行く。谷間を抜けると右手に唐津市の中心部が見え、まもなく終点となる、高架島式2面4線の唐津駅に到着する。同駅には筑肥線の東区間と西区間、唐津線のすべての列車が乗り入れている。なお、開業には至らなかったが筑肥線として開業している一部区間を含む呼子線の拠点駅ともなっていたはずである。

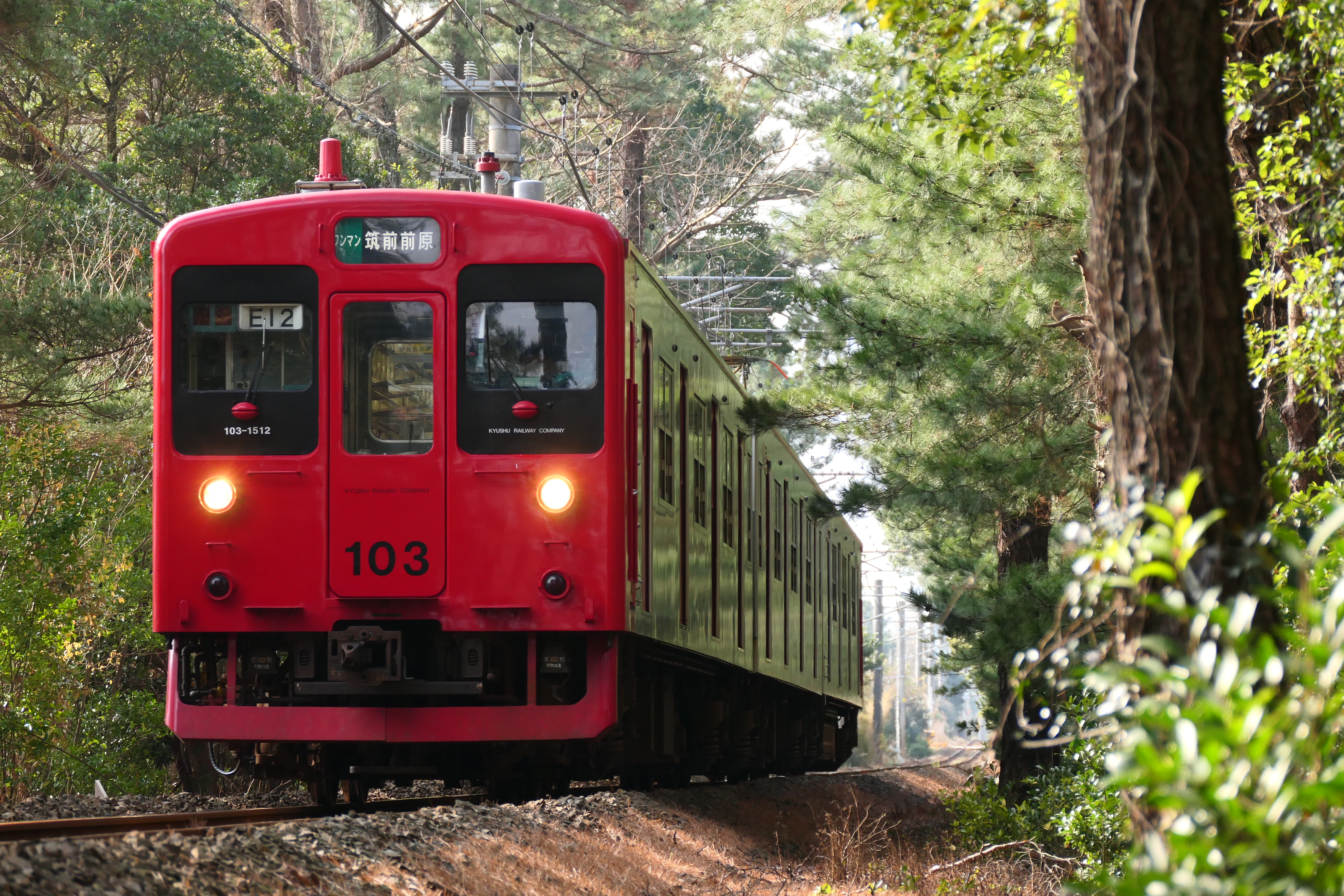
虹の松原脇の単線区間を走行する103系1500番台 （虹ノ松原駅 - 浜崎駅 2019年12月）

### 山本駅 - 伊万里駅間
山本駅を出るとしばらく唐津線と並走し、唐津線の線路を乗り越えて右へカーブする。並走区間の途中に本牟田部駅があるが、ホームは唐津線側にのみ設置されており、筑肥線側にはない。本牟田部駅を過ぎしばらくすると唐津線との並走区間が終わり、その後は旧相知町の山間部を走行する。佐里駅を過ぎると伊万里市に入る。そのまま山間部を走ると山本駅 - 伊万里駅間で唯一列車交換可能な駅である大川野駅がある。そのまましばらく進行し、肥前長野駅を過ぎてしばらくすると、右にカーブして桃川駅、金石原駅、上伊万里駅と過ぎていき、伊万里市街地に入ると終点の伊万里駅に到着する。現在は伊万里駅で線路は途切れているが、かつては松浦線と線路がつながっており、国鉄時代は伊万里駅を通じて筑肥線と松浦線の直通列車も存在していた。

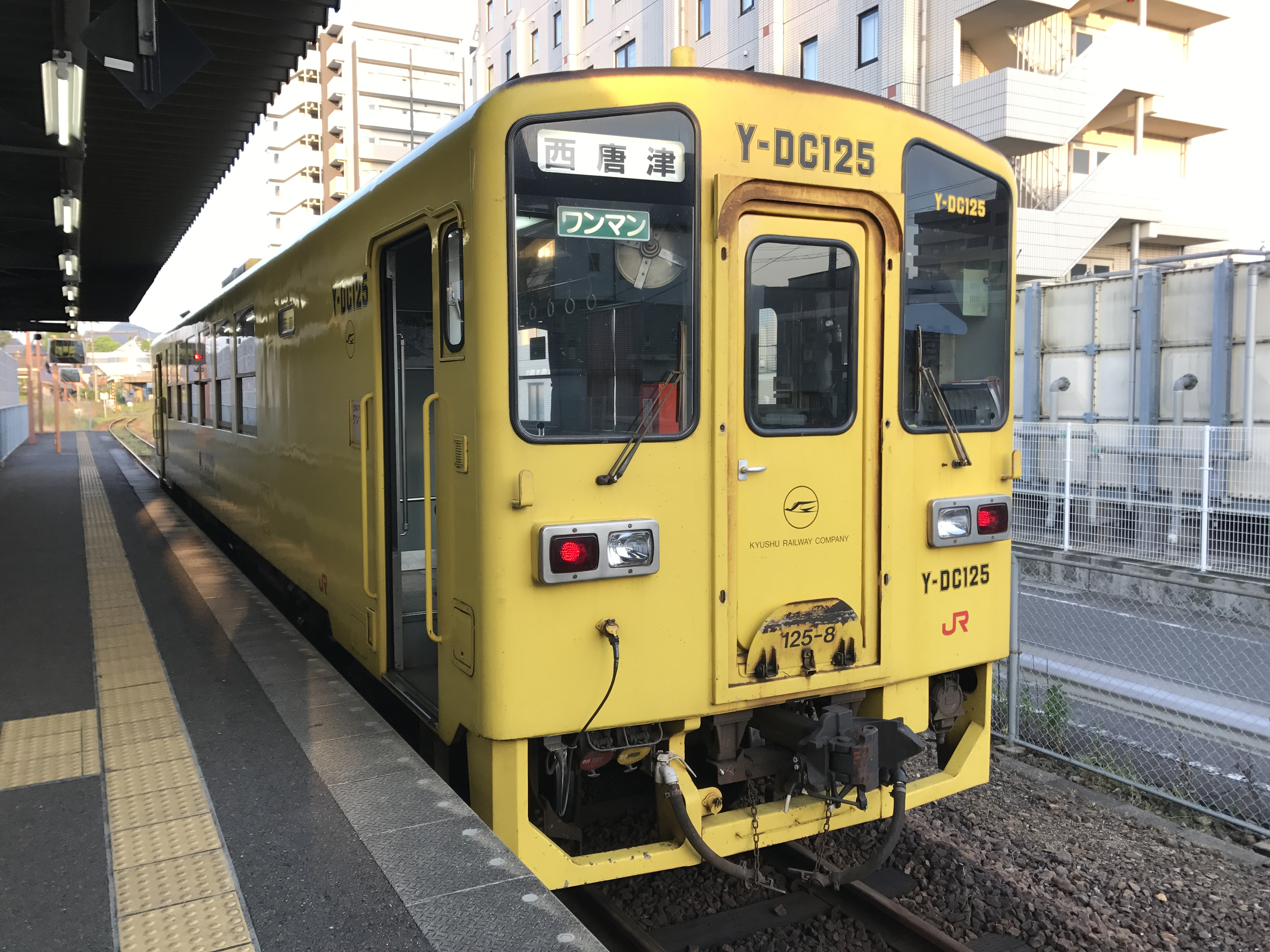
伊万里駅にて発車を待つキハ125形による西唐津行き列車 （伊万里駅 2017年4月）

## 運行形態

### 姪浜駅 - 唐津駅間
福岡市地下鉄空港線と直通運転する福岡空港駅 - 筑前前原駅・筑前深江駅・唐津駅・西唐津駅間の列車のほか、福岡空港駅 - 筑前前原駅間の列車と対面接続する筑前前原駅 - 筑前深江駅・唐津駅・西唐津駅間の列車も運行されている。福岡市交通局が所有する福岡市地下鉄空港線用の車両は当線では姪浜駅 - 筑前前原駅間でのみ運行される。2021年3月13日改正時点で、姪浜駅が始発・終点となる筑肥線の定期列車は設定されておらず、姪浜駅 - 筑前前原駅間を運行する全列車が地下鉄空港線に直通する。事故や災害等でダイヤが乱れた場合は姪浜駅で折り返し、地下鉄と筑肥線で運行を分ける場合がある。筑前前原駅発着の初電・終電は地下鉄空港線の初電・終電を兼ねており、当線からも新幹線や航空便の始発便への乗り継ぎが可能となっている。
平日・土曜休日ともに福岡空港駅 - 唐津駅・西唐津駅間（平日朝の唐津行きは筑前前原駅で乗り換え）に1日5往復の快速列車が運行される。2003年3月15日に土曜・休日のみの運行で新設された当時は唐津・西唐津行きに「からつライナー」、福岡空港行きに「ふくおかライナー」の愛称が付けられていた。2007年3月18日の改正からは、平日にも快速の運転が行われるようになり、同時に愛称も廃止された。平日は筑前前原駅 - 東唐津駅間では途中筑前深江駅・浜崎駅のみに停車し、福岡空港駅 - 姪浜駅 - 筑前前原駅間と東唐津駅 - 唐津駅・西唐津駅間では各駅に停車する。土曜・休日は姪浜駅 - 東唐津駅間で途中の九大学研都市駅・筑前前原駅・筑前深江駅・浜崎駅のみに停車し、それ以外の区間は各駅に停車する。2014年3月15日の改正で平日に筑前前原発唐津行きの3両編成ワンマン運転の快速列車が1本新設された。
姪浜駅 - 筑前前原駅間は日中15分間隔・ラッシュ時4 - 10分間隔、筑前前原駅 - 唐津駅・西唐津駅間は日中20 - 30分間隔、ラッシュ時10 - 20分間隔である。福岡空港駅発着の列車と唐津駅・西唐津駅発着の列車は、筑前前原駅で対面接続を行う。これにより両方向間において直通列車とほぼ遜色のない所要時間を確保している。福岡空港駅 - 姪浜駅 - 筑前前原駅間で運行される列車はすべて6両編成、筑前前原駅 - 筑前深江駅・唐津駅・西唐津駅間の列車は大半が3両編成で運行される。筑前前原駅で増解結を行い、福岡空港駅 - 姪浜駅 - 筑前前原駅間が6両編成、筑前前原駅 - 筑前深江駅・唐津駅・西唐津駅間が3両編成となる列車もあったが、2014年3月15日の改正で廃止された。2021年3月13日の改正より日中時間帯は筑前前原駅で運行が分割され、区間列車のみとなっている。また、西唐津駅への乗り入れも減少している。
全列車がワンマン運転を行うが、都市型ワンマンであり車内での運賃収受は行わない。6両編成の列車は電化開業時は車掌が乗務していたが、2021年3月13日のダイヤ改正より姪浜駅 - 筑前前原駅間、2024年10月1日より筑前前原駅 - 唐津駅・西唐津駅間でワンマン運転を開始した。

### 山本駅 - 伊万里駅間
西唐津駅・唐津駅 - 山本駅 - 伊万里駅間の列車が、日中はおおよそ2 - 3時間に1本、朝夕は1時間に1本の間隔で運転されている。ワンマン運転を実施しており、車内で整理券を発行し運賃収受を行う。唐津駅・西唐津駅では車内精算は行わない。車両は基本的にキハ125形が1両で運用されているが、朝など2両で運転されることもある。キハ47形が入ることもあったが、2020年3月のダイヤ改正で運用に入ることは無くなった。
1994年のダイヤ改正では快速列車の設定もあった（唐津駅 - 伊万里駅間の途中停車駅は山本駅・大川野駅・桃川駅）。2002年1月時点では毎日運転の臨時列車として運行されており佐里駅にも停車していた。

## 使用車両
キハとあるのは気動車、特記ないものは電車

### 現在の車両
電車（姪浜駅 - 唐津駅間）・気動車（山本駅 - 伊万里駅間）とも佐賀鉄道事業部唐津車両センター所属の車両が充当される。
姪浜駅 - 唐津駅間
以下の系列の電車はすべて、ATS-DK形の設置が対象外とされている。
- 103系1500番台（3両編成） - 1983年（昭和58年）3月22日に運用開始。現在は筑前前原駅 - 西唐津駅間のみで運用される。
- 303系（6両編成） - 2000年（平成12年）1月22日に運用開始。合計3編成・18両が投入された。
- 305系（6両編成） - 2015年（平成27年）2月5日に運用開始。合計6編成・36両が投入された。

福岡市地下鉄との直通運転には上記303系及び305系が用いられる。

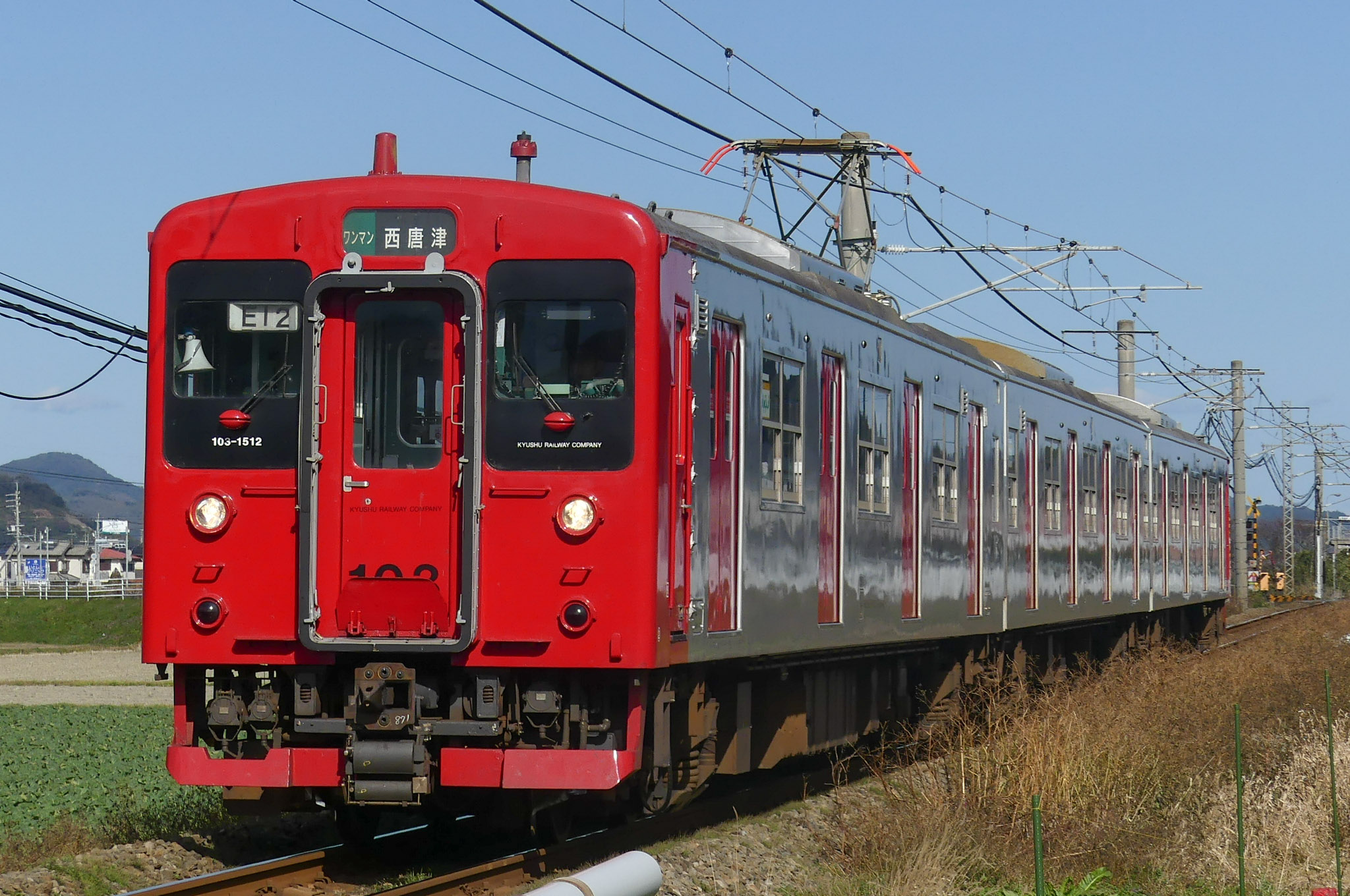
103系1500番台
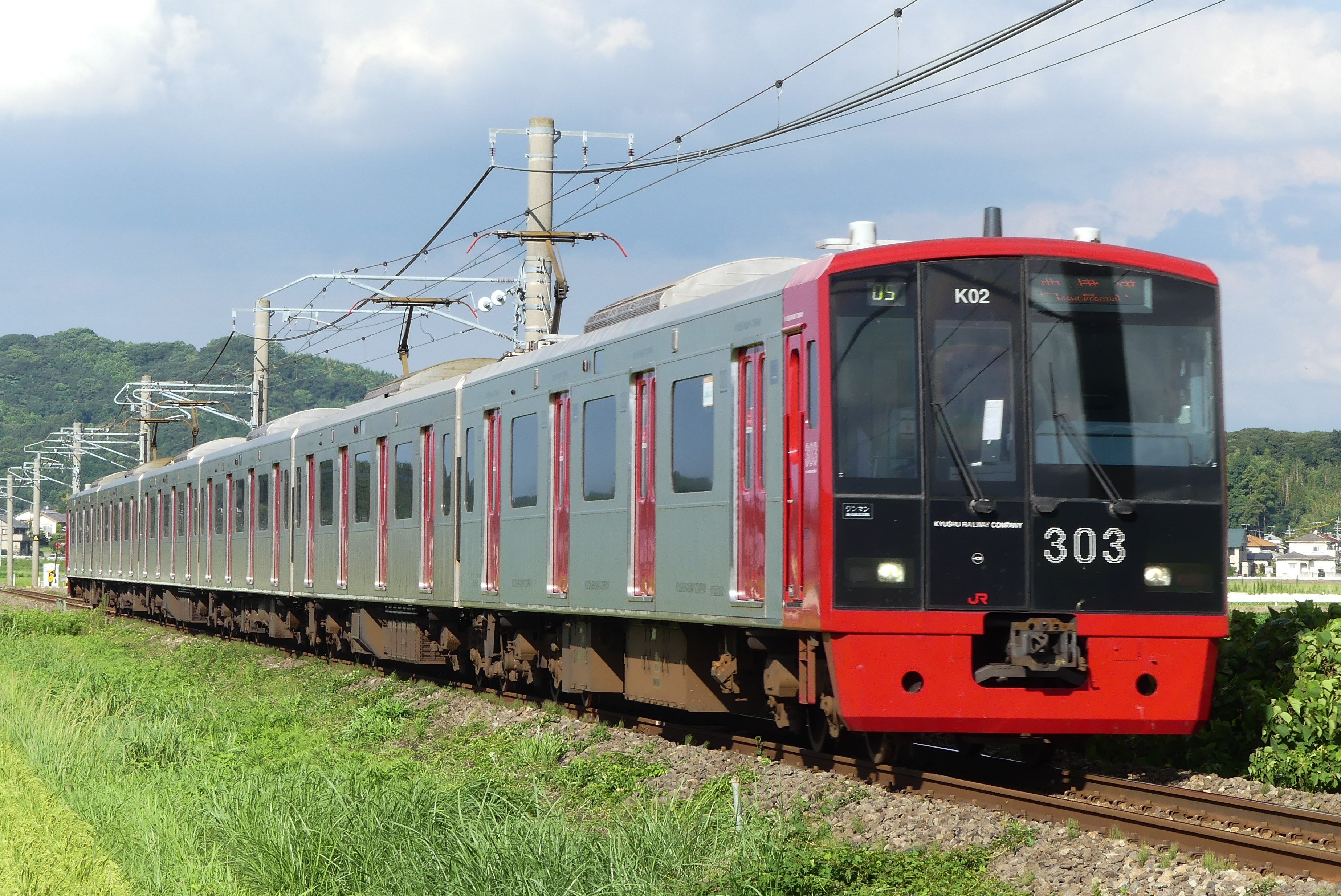
303系
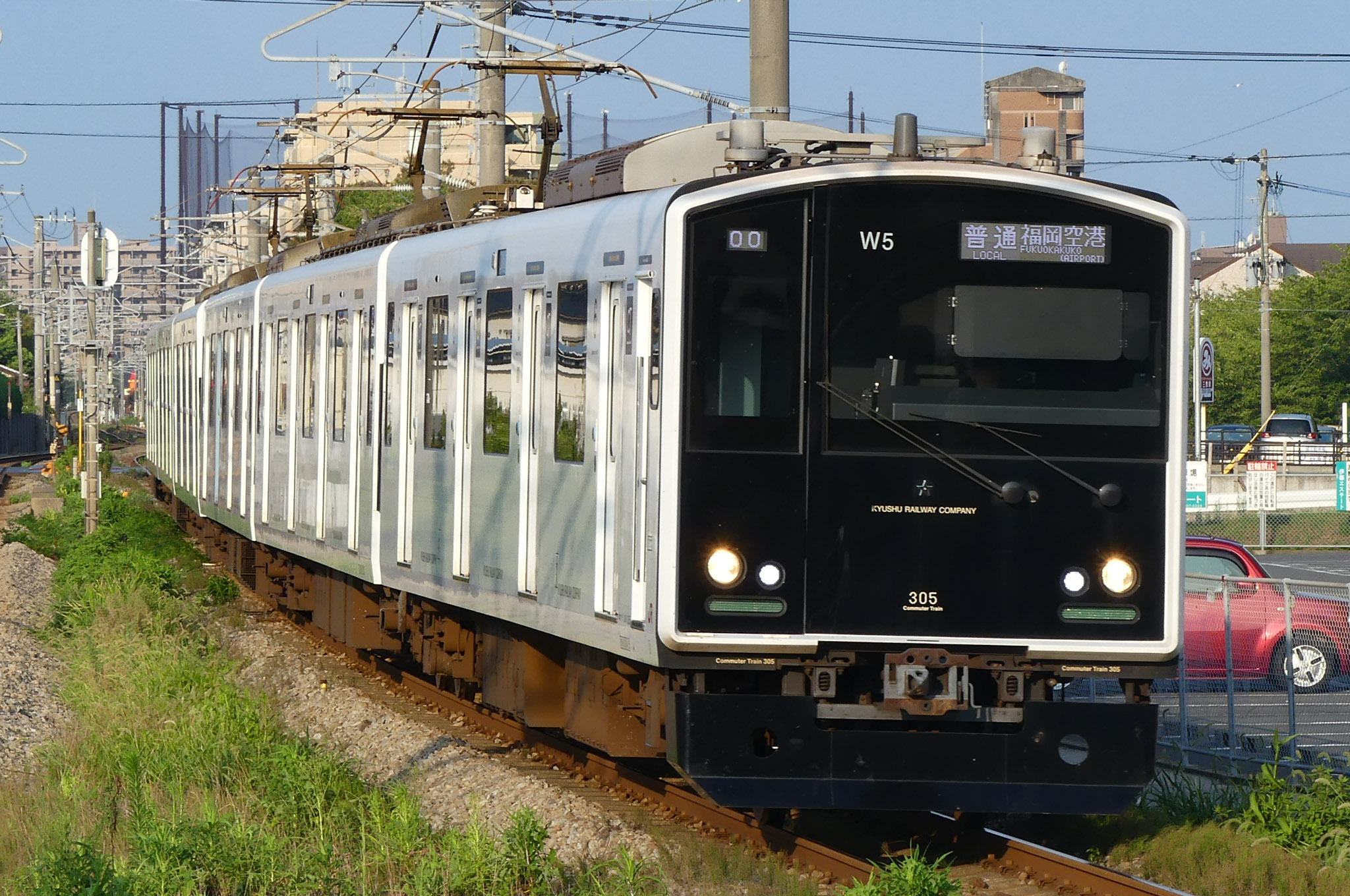
305系

山本駅 - 伊万里駅間
- キハ125形 - キハ47系と併結可能。

#### 乗り入れ車両
- 福岡市交通局
  - 1000N系 - 1000系として1981年に導入された車両で、1998年から2005年にかけて1000N系としてリニューアルされた。
  - 2000N系 - 2000系として1992年に導入された車両で、2015年から2021年にかけて2000N系としてリニューアルされた。
  - 4000系 - 2024年11月29日から、既存の1000N系の置き換えを目的に導入された[26][27][28]。
いずれも姪浜駅 - 筑前前原駅間のみで運用される[注釈 4]。福岡市地下鉄の車両基地である姪浜車両基地は当路線の下山門駅そばにある。

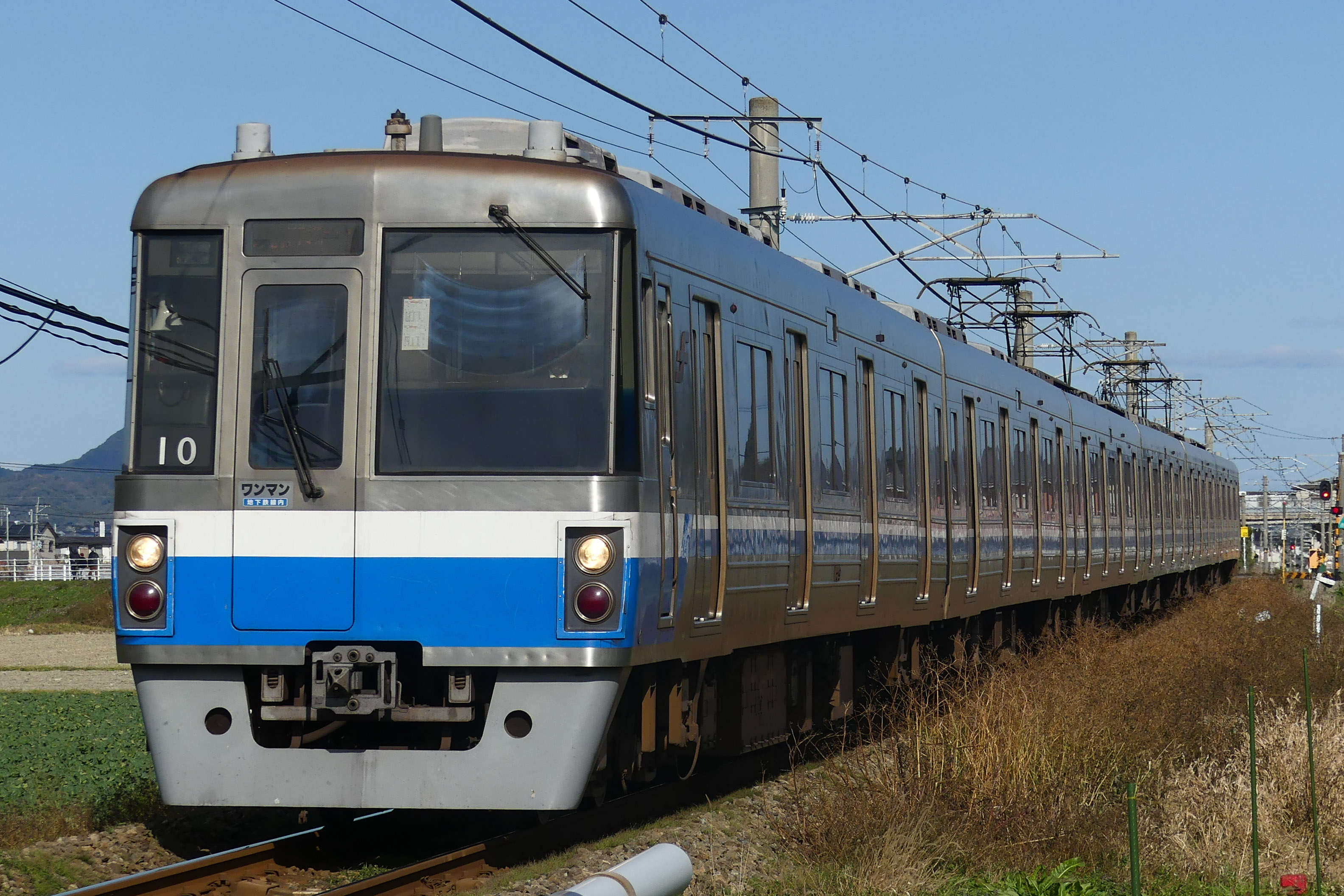
1000N系
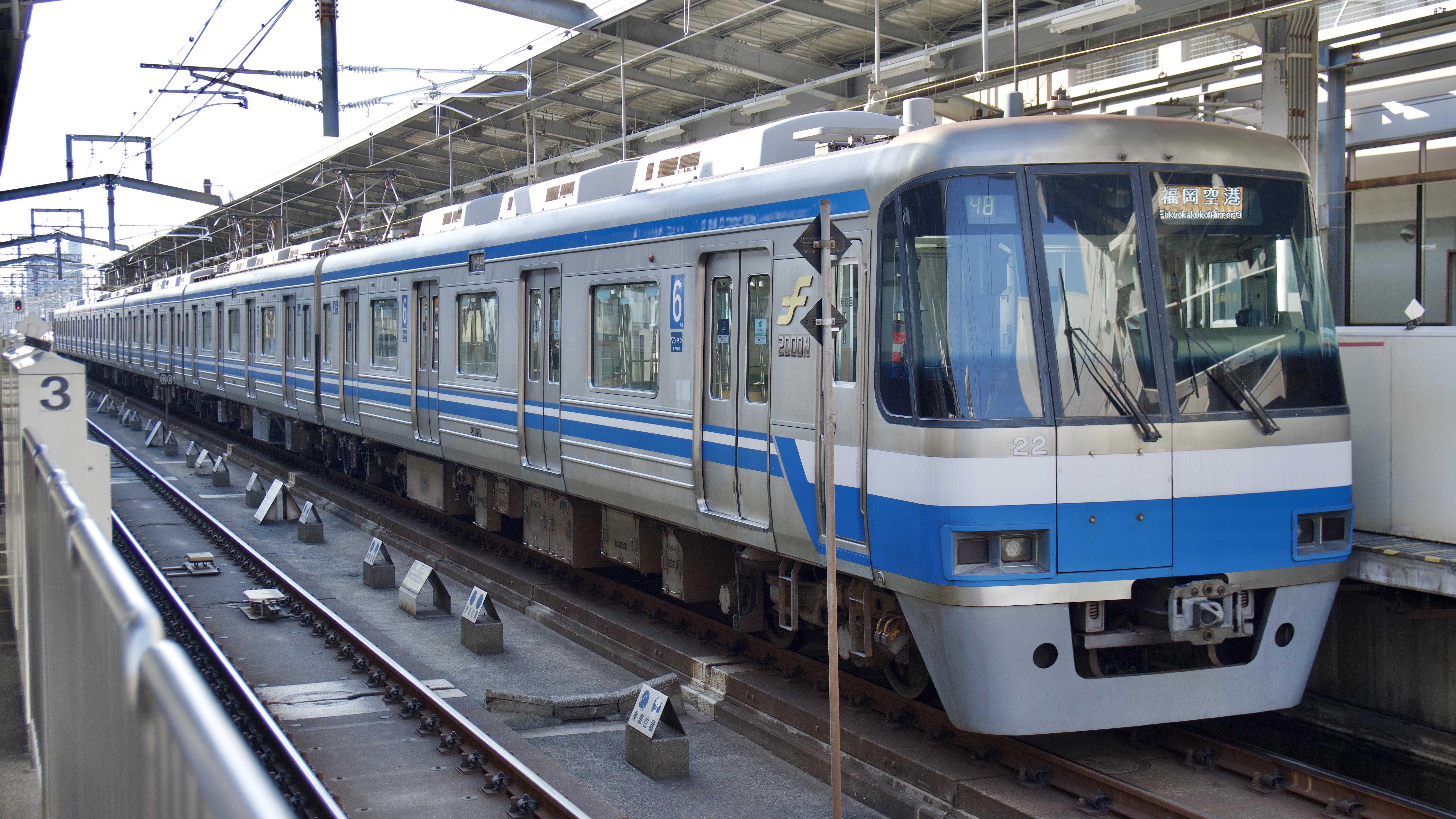
2000N系
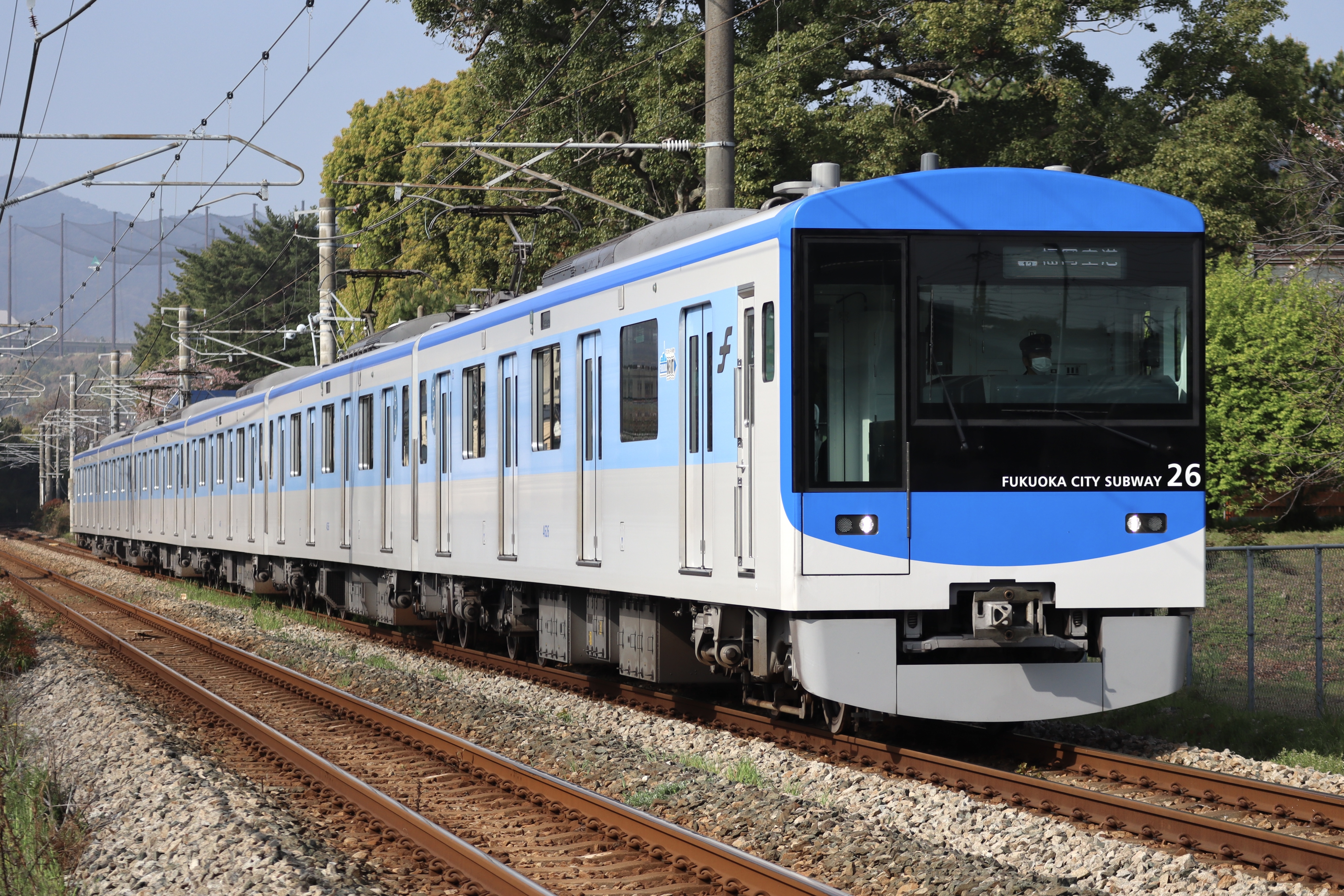
4000系

### 導入予定車両
- 元・東京臨海高速鉄道70-000形（導入後の名称未定） - 既存の103系1500番台を置き換え、筑前前原駅 - 西唐津駅間のみで運用される予定[29]。

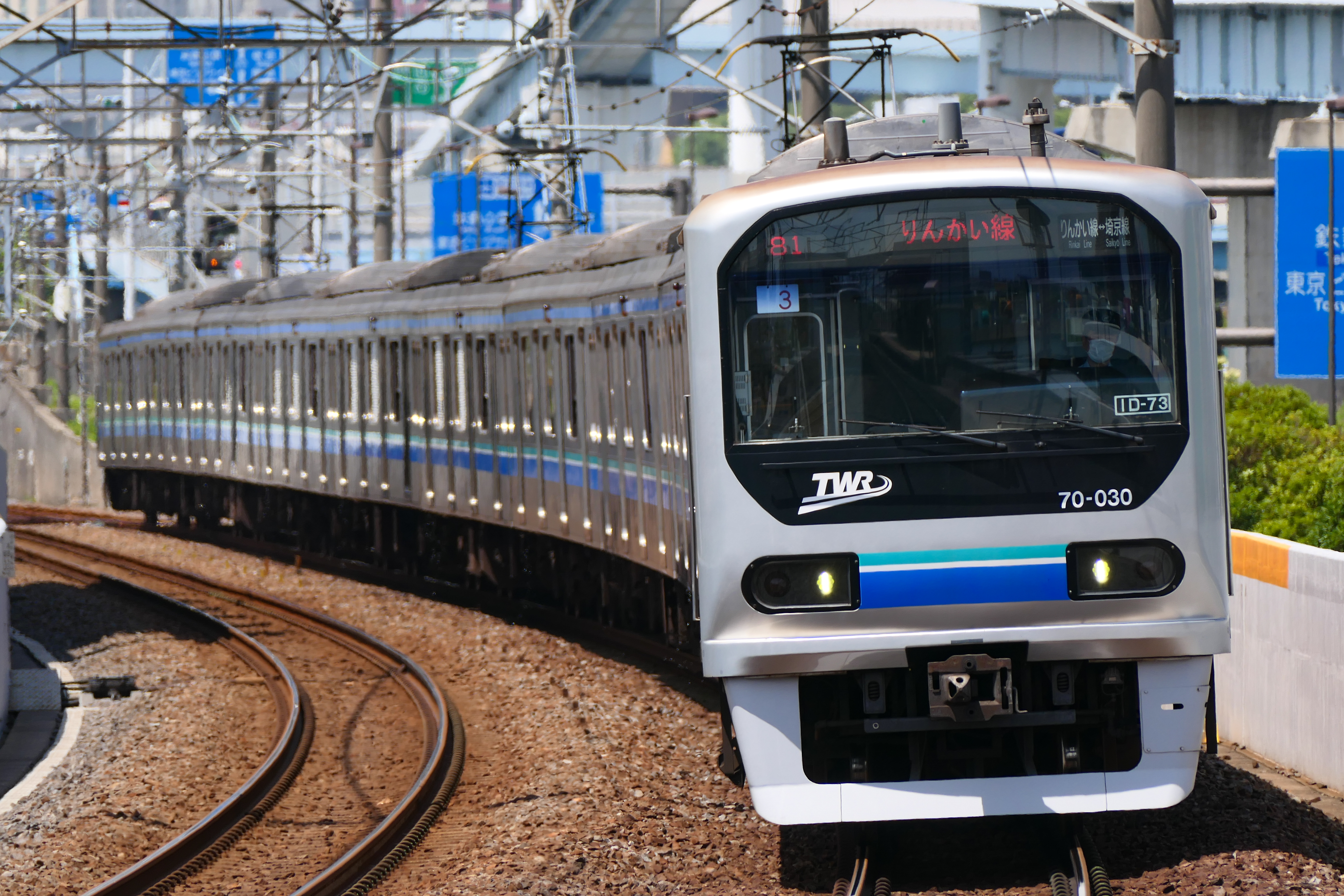
70-000形（東京臨海高速鉄道時代の様子）

### 過去の車両
北九州鉄道からの買収後は、蒸気機関車や気動車が牽引する客車列車が運行されており、蒸気機関車は1969年3月16日に東唐津駅 - 博多駅間の1往復が終了するまで運行された。その後も姪浜駅 - 博多駅間の廃止までDE10形牽引の客車列車が1往復運行されていた。
キハ58系・35系は姪浜駅 - 唐津駅間の電化後も山本駅 - 伊万里駅間で運用。通常は3両編成で運行されていたが、通勤・通学のラッシュ時は8両編成になることもあった。
- C11形蒸気機関車[31]
- DE10形ディーゼル機関車[33]
- キハ10系
- キハ20系
- キハ35系
- キハ40系
- キハ55系
- キハ58系

## 歴史
当線の起源は、私鉄の北九州鉄道が博多駅 - 伊万里駅間に敷設した路線（1923年開通、1935年全通）で、北九州鉄道の経営悪化から、1937年に国有化され筑肥線となった。その後1983年まで非電化のローカル線であったが、同年3月に福岡市地下鉄空港線と相互直通運転を開始し、地下鉄と並行する博多駅 - 姪浜駅間の廃止、姪浜駅 - 唐津駅・西唐津駅間の電化、唐津付近で大規模な線路の付け替え（呼子線として建設した高架橋を流用）が行われて現在の姿となった（唐津付近の路線変更についての詳細は「唐津市#筑肥線の電化と新線開業」を参照）。

### 年表

#### 北九州鉄道
- 1923年（大正12年）12月5日 北九州鉄道が福吉駅 - 浜崎駅間を新規開業、福吉・鹿家・浜崎の各駅を新設[34][36]
- 1924年（大正13年）
  - 4月1日 前原駅 - 福吉駅間を延伸開業、前原・加布里・筑前深江の各駅を新設[37]
  - 5月29日 一貴山停留場を新設
  - 7月7日 浜崎駅 - 虹の松原駅間を延伸開業、虹の松原駅を新設[38]
- 1925年（大正14年）
  - 4月15日 姪ノ浜駅 - 前原駅間を延伸開業、姪ノ浜・今宿・周船寺・大入の各駅を新設[39]
  - 6月15日 新柳町駅 - 姪浜駅間を延伸開業、新柳町・鳥飼・西新町の各駅を新設[34]。虹の松原駅 - 東唐津駅間を延伸開業、東唐津駅（初代）を新設（現在の東唐津駅とは位置が異なり松浦橋の近くにあった）[40]
  - 11月20日 南博多駅 - 新柳町駅間を延伸開業、南博多駅を新設[41]
- 1926年（大正15年）
  - 7月20日 深江海岸仮停留場を新設
  - 10月15日 南博多分岐点 - 博多駅間を延伸開業、博多駅を新設[34]（国有鉄道として既設）、南博多駅 - 南博多分岐点間の旅客営業を廃止、南博多駅を一般駅から貨物駅に変更[42]
- 1928年（昭和3年）
  - 6月19日 一貴山を停留場から停車場に変更
  - 7月1日 波多江駅を新設
  - 9月11日 内燃動力併用認可（客車を改造したガソリンエンジン付気動車投入を計画するも頓挫、1930年（昭和5年）より新製ガソリンカー6両を導入）
- 1929年（昭和4年）
  - 4月1日 東唐津駅 - 山本駅間を延伸開業（東唐津駅でスイッチバックして松浦川の東岸を通り、山本駅で唐津線に接続）、久里（初代）・山本の各駅を新設（山本は唐津線の駅として既設）[43]
  - 7月20日 福岡簑島停留場を新設[34][44]
  - 11月6日 南博多分岐点を住吉信号所に変更
- 1930年（昭和5年）
  - 3月1日 上久里停留場を新設
  - 11月1日 長垂停留場を新設
- 1931年（昭和6年）1月16日 小笹停留場[34]・愛宕神社前停留場・上高田停留場・東浜崎停留場・鏡停留場（初代）を新設
- 1932年（昭和7年）
  - 8月6日 愛宕神社前を庄に改称
  - 9月1日 糸島中学前停留場を新設
- 1933年（昭和8年）6月19日 重油動力併用認可（気動車にディーゼルエンジン導入。同年より1936年（昭和11年）までに6両のディーゼルカーを新製、主力車となる。ディーゼルカー導入は戦前私鉄では異例の試み。1935年（昭和10年）以降製造の4両には便所が設置され、これも戦前の気動車としてはきわめて希な例であった）
- 1935年（昭和10年）3月1日 山本駅 - 伊万里駅間を延伸開業、本牟田部停留場・幡随院停留場・西相知駅・佐里温泉停留場・駒鳴停留場・大川野駅・肥前長野駅・松浦駅・金石原停留場・上伊万里駅・伊万里駅を新設（伊万里駅は松浦線の駅として既設）[45]
- 1936年（昭和11年）
  - ?月?日 佐里温泉を松浦温泉に改称
  - 1月1日 平尾停留場を新設

#### 国有鉄道時代
- 1937年（昭和12年）10月1日 北九州鉄道を買収・国有化し筑肥線 (86.1km) とする。福岡簑島駅を筑前簑島駅に、新柳町駅を筑前高宮駅に、西新町駅を西新駅に、庄駅を筑前庄駅に、姪ノ浜駅を姪浜駅に[34]、糸島中学前駅を浦志駅に、前原駅を筑前前原駅に、深江海岸仮停留場を深江浜仮停車場に、虹の松原駅を虹ノ松原駅に、幡随院駅を肥前久保駅に、松浦温泉駅を佐里駅（初代）に、松浦駅を桃川駅にそれぞれ改称、長垂駅を廃止、南博多駅 - 住吉信号所間を廃止、（貨）南博多駅を廃止（博多駅構内の荷扱い所となる）[46][47]
- 1941年（昭和16年）8月10日 平尾・筑前庄・上高田・浦志・深江浜・東浜崎・鏡（初代）・本牟田部（初代）・佐里（初代）の各駅を廃止[48]
- 1946年（昭和21年）6月1日 佐里駅（2代）を新設
- 1950年（昭和25年）5月20日 久里駅（初代）を鏡駅（2代）に、上久里駅を久里駅（2代）に改称[49]
- 1962年（昭和37年）8月1日 博多駅 - 佐世保駅間を筑肥線・松浦線平戸口駅（現：松浦鉄道西九州線たびら平戸口駅）経由で運行する準急列車「九十九島」（くじゅうくしま）を新設
- 1963年（昭和38年）12月1日 博多駅移転により改キロ (-0.7km)
- 1963年（昭和38年）6月1日 準急「九十九島」を長崎駅まで延長（佐世保駅 - 長崎駅間は大村線経由）
- 1966年（昭和41年）
  - 3月5日 国鉄の制度改正により「九十九島」が急行列車に昇格
  - 3月25日 博多駅 - 佐世保駅間を筑肥線・松浦線有田駅・佐世保線経由で運行する急行「からつ」運行開始（博多駅 - 伊万里間は「九十九島」に併結）
- 1967年（昭和42年）10月1日 急行「からつ」を廃止
- 1968年（昭和43年）10月1日 急行「九十九島」を「平戸」（ひらど）に改称
- 1969年（昭和44年）3月16日 蒸気機関車による客車列車運行が終了[31]
- 1983年（昭和58年）3月22日 鹿児島線の部から長崎線の部に移し起点を伊万里駅に変更。伊万里駅 - 山本駅 - 唐津駅 - 姪浜駅間（75.7km。山本駅 - 唐津駅間 (7.4km) は唐津線と重複）となる
  - 博多駅 - 姪浜駅間 (11.7km) を廃止、筑前簑島・筑前高宮・小笹・鳥飼・西新の各駅を廃止[34][50][47]
  - 虹ノ松原駅 - 山本駅間 (10.4km) を廃止、東唐津（初代）・鏡・久里の各駅を廃止[50][47]
  - 姪浜駅 - 浜崎駅間の貨物営業を廃止[50]
  - 唐津駅 - 虹ノ松原駅間 (5.1km) を開業、東唐津（2代）・和多田の各駅を新設[50][47]
  - 唐津駅 - 姪浜駅間を電化（直流1500V）、福岡市地下鉄と相互直通運転開始、同区間で103系1500番台電車の営業運転を開始[50]
  - 急行「平戸」の博多駅 - 山本駅間を廃止、唐津駅 - 長崎駅間の運転に変更[50]
- 1984年（昭和59年）2月1日 唐津駅 - 浜崎駅間の貨物営業を廃止[51]
- 1986年（昭和61年）
  - 7月20日 姪浜駅 - 下山門駅間を複線化。下山門駅を新設[52]
  - 11月1日 伊万里駅 - 山本駅 - 唐津駅間の貨物営業を廃止

#### 民営化以後
- 1987年（昭和62年）4月1日 国鉄分割民営化にともない九州旅客鉄道が承継[23]、区間の表示が姪浜 - 唐津間 (42.6km) 及び山本 - 伊万里間 (25.7km) となり、重複区間は解消
- 1988年（昭和63年）4月1日 急行「平戸」を廃止
- 1990年（平成2年）10月6日 姪浜駅 - 唐津駅間に快速列車を設定（快速区間は筑前前原駅 - 唐津駅間。途中停車駅は筑前深江駅と浜崎駅）[53][54]。唐津線西唐津駅 - 伊万里駅間でワンマン運転を開始[55]。
- 1994年（平成6年）3月1日 唐津駅 - 伊万里駅間に快速列車を設定[20]。
- 1995年（平成7年）10月28日 美咲が丘駅を新設[56]
- 1996年（平成8年）12月3日 下山門駅 - 筑前前原駅間の複線化工事に着手[57]。
- 1999年（平成11年）
  - 8月28日 波多江駅 - 筑前前原駅間を複線化[58]。
  - 10月23日 周船寺駅 - 波多江駅間を複線化[58]。
  - 12月11日 今宿駅 - 周船寺駅間を複線化[58]。
- 2000年（平成12年）
  - 1月22日 下山門駅 - 今宿駅間を複線化[23]（下山門駅 - 筑前前原駅間の複線化完成[58]）。姪浜駅 - 唐津駅間で303系電車の営業運転を開始[59]。快速列車を廃止[60]。
  - 3月11日 筑前前原駅 - 唐津駅・西唐津駅間でワンマン運転を開始[61]。
- 2003年（平成15年）3月15日 福岡空港駅 - 唐津駅・西唐津駅間で土曜・休日に快速列車「からつライナー」「ふくおかライナー」を設定[62]（快速区間は姪浜駅 - 唐津駅間）
- 2005年（平成17年）9月23日 九大学研都市駅を新設
- 2007年（平成19年）3月18日 平日にも快速列車設定（快速区間は筑前前原駅 - 唐津駅間）、土曜・休日の快速の愛称廃止
- 2010年（平成22年）3月13日 姪浜駅 - 唐津駅間においてSUGOCAを導入。同時にnimoca・はやかけん・Suicaとの相互利用も開始
- 2013年（平成25年）3月23日 ICOCA・TOICA・Kitaca・PASMO・manaca・PiTaPaとも相互利用開始
- 2014年（平成26年）3月15日 土曜・休日の快速を九大学研都市駅に停車[63]。
- 2015年（平成27年）2月5日 姪浜駅 - 唐津駅間で305系電車の営業運転を開始[24]。
- 2016年（平成28年）12月22日 スマートフォンアプリ「JR九州アプリ」内の列車位置情報システム「どれどれ」運用開始により、姪浜駅 - 下山門駅間を除く全線でリアルタイムの列車位置情報が配信開始[4]。
- 2017年（平成29年）11月21日 九大学研都市駅2番のりばにおいて、軽量型ホームドアの実証実験を開始[64]。
- 2018年（平成30年）
  - 7月6日 平成30年7月豪雨の影響により土石流入が発生、鹿家駅 - 浜崎駅間では西唐津発福岡空港行き6両編成の列車が土砂崩れに巻き込まれ脱線[65]。これにより筑前前原駅 - 唐津駅間と山本駅 - 伊万里駅間が不通となった[66]。このうち筑前前原駅 - 唐津駅間では7月9日よりバス代行輸送を実施[67]。
  - 7月11日 筑前前原駅 - 唐津駅間が始発より運転再開[68]。山本駅 - 伊万里駅間のバス代行輸送開始[69]。
  - 7月12日 山本駅 - 伊万里駅間で運転再開。同区間のバス代行輸送は1日で終了した[70]。
  - 9月28日 姪浜駅 - 西唐津駅間にラインカラー・路線記号・駅ナンバリングを制定[71]。
- 2019年（平成31年）
  - 2月1日 九大学研都市駅の軽量型ホームドア実証実験を終了し、同駅の軽量型ホームドアの本格稼働を開始[72]。これにともない、ホームドアを製造元の音楽館・日本信号から取得[72]。
  - 3月16日 糸島高校前駅を新設[73][74]。糸島高校前駅は平日のみ快速列車が停車[74]。
- 2021年（令和3年）3月13日 下山門駅 - 筑前前原駅間の各駅でホームドアを始発から稼働開始[75]。姪浜駅 - 筑前前原駅間でワンマン運転を開始[76]。
- 2024年（令和6年）
  - 10月1日 筑前前原駅 - 唐津駅・西唐津駅間の6両編成でワンマン運転を開始。
  - 11月29日 姪浜駅 - 筑前前原駅間で福岡市交通局の4000系電車が営業運転を開始[26][28]。

## 駅一覧
便宜上、本路線の列車が直通する唐津線の区間もあわせて記載する。
- 線路 … ||：複線区間、◇・｜：単線区間（◇は列車交換可能）、∨：ここより下は単線

- ※：西唐津駅は旅客用ホームは1面1線のみであるが、ホームのない副本線を用いた列車交換は可能

### 姪浜駅 - 唐津駅・西唐津駅間
- 当路線の各駅は、特定都区市内制度における「福岡市内」エリアには属さない。
- 全区間直流電化。
- 停車駅
  - 普通…全駅に停車
  - 快速…●印の駅は停車、○印の駅は平日のみ停車、｜印の駅は通過
    - 地下鉄空港線内は全列車各駅停車となる

| 路線名 | 駅番号   | 駅名           | 営業キロ | 営業キロ | 快速 | 接続路線・備考                                             | 線路 | 所在地        | 所在地        |
| 路線名 | 駅番号   | 駅名           | 駅間     | 累計     | 快速 | 接続路線・備考                                             | 線路 | 所在地        | 所在地        |
| ------ | -------- | -------------- | -------- | -------- | ---- | ---------------------------------------------------------- | ---- | ------------- | ------------- |
| 筑肥線 | JK01     | 姪浜駅         | -        | 0.0      | ●    | 福岡市地下鉄： 空港線（K01）（福岡空港駅まで直通運転）     | \|\| | 福岡県        | 福岡市 西区   |
| 筑肥線 | JK02     | 下山門駅       | 1.6      | 1.6      | ○    |                                                            | \|\| | 福岡県        | 福岡市 西区   |
| 筑肥線 | JK03     | 今宿駅         | 3.6      | 5.2      | ○    | 1975年までは総延長2.0kmの貨物専用線が分岐していた。        | \|\| | 福岡県        | 福岡市 西区   |
| 筑肥線 | JK04     | 九大学研都市駅 | 1.3      | 6.5      | ●    |                                                            | \|\| | 福岡県        | 福岡市 西区   |
| 筑肥線 | JK05     | 周船寺駅       | 1.6      | 8.1      | ○    |                                                            | \|\| | 福岡県        | 福岡市 西区   |
| 筑肥線 | JK06     | 波多江駅       | 2.0      | 10.1     | ○    |                                                            | \|\| | 福岡県        | 糸島市        |
| 筑肥線 | JK07     | 糸島高校前駅   | 1.2      | 11.3     | ○    |                                                            | \|\| | 福岡県        | 糸島市        |
| 筑肥線 | JK08     | 筑前前原駅     | 1.4      | 12.7     | ●    |                                                            | ∨    | 福岡県        | 糸島市        |
| 筑肥線 | JK09     | 美咲が丘駅     | 1.6      | 14.3     | ｜   |                                                            | ｜   | 福岡県        | 糸島市        |
| 筑肥線 | JK10     | 加布里駅       | 1.1      | 15.4     | ｜   |                                                            | ◇    | 福岡県        | 糸島市        |
| 筑肥線 | JK11     | 一貴山駅       | 1.3      | 16.7     | ｜   |                                                            | ｜   | 福岡県        | 糸島市        |
| 筑肥線 | JK12     | 筑前深江駅     | 3.4      | 20.1     | ●    |                                                            | ◇    | 福岡県        | 糸島市        |
| 筑肥線 | JK13     | 大入駅         | 3.2      | 23.3     | ｜   |                                                            | ◇    | 福岡県        | 糸島市        |
| 筑肥線 | JK14     | 福吉駅         | 2.8      | 26.1     | ｜   |                                                            | ◇    | 福岡県        | 糸島市        |
| 筑肥線 | JK15     | 鹿家駅         | 4.1      | 30.2     | ｜   |                                                            | ◇    | 福岡県        | 糸島市        |
| 筑肥線 | JK16     | 浜崎駅         | 5.2      | 35.4     | ●    |                                                            | ◇    | 佐賀県 唐津市 | 佐賀県 唐津市 |
| 筑肥線 | JK17     | 虹ノ松原駅     | 2.1      | 37.5     | ｜   |                                                            | ｜   | 佐賀県 唐津市 | 佐賀県 唐津市 |
| 筑肥線 | JK18     | 東唐津駅       | 1.8      | 39.3     | ●    |                                                            | ◇    | 佐賀県 唐津市 | 佐賀県 唐津市 |
| 筑肥線 | JK19     | 和多田駅       | 1.6      | 40.9     | ●    |                                                            | ｜   | 佐賀県 唐津市 | 佐賀県 唐津市 |
| 筑肥線 | JK20     | 唐津駅         | 1.7      | 42.6     | ●    | 九州旅客鉄道：■唐津線（久保田方面）・■筑肥線（伊万里方面） | ◇    | 佐賀県 唐津市 | 佐賀県 唐津市 |
| 唐津線 | JK20     | 唐津駅         | 1.7      | 42.6     | ●    | 九州旅客鉄道：■唐津線（久保田方面）・■筑肥線（伊万里方面） | ◇    | 佐賀県 唐津市 | 佐賀県 唐津市 |
| JK21   | 西唐津駅 | 2.2            | 44.8     | ●        |      | ※                                                          |      | 佐賀県 唐津市 | 佐賀県 唐津市 |

### 西唐津駅 - 山本駅 - 伊万里駅間
- 全列車普通列車（全駅に停車）
- 全駅佐賀県内に所在。
- 累計営業キロは山本駅起点。

| 路線名     | 電化方式 | 駅番号 | 駅名     | 営業キロ           | 営業キロ                            | 接続路線                          | 線路 | 所在地 |
| 路線名     | 電化方式 | 駅番号 | 駅名     | 駅間               | 累計                                | 接続路線                          | 線路 | 所在地 |
| ---------- | -------- | ------ | -------- | ------------------ | ----------------------------------- | --------------------------------- | ---- | ------ |
| 唐津線     | 直流     | JK21   | 西唐津駅 | -                  | 9.6                                 |                                   | ※    | 唐津市 |
| 唐津線     | 直流     | JK20   | 唐津駅   | 2.2                | 7.4                                 | 九州旅客鉄道： 筑肥線（姪浜方面） | ◇    | 唐津市 |
| 唐津線     | 非電化   |        | 鬼塚駅   | 3.7                | 3.7                                 |                                   | ◇    | 唐津市 |
| 唐津線     | 非電化   | 山本駅 | 3.7      | 0.0                | 九州旅客鉄道：■唐津線（久保田方面） | ◇                                 |      | 唐津市 |
| 筑肥線     | 非電化   | 山本駅 | 3.7      | 0.0                | 九州旅客鉄道：■唐津線（久保田方面） | ◇                                 |      | 唐津市 |
| 肥前久保駅 | 非電化   | 5.1    | 5.1      |                    | ｜                                  |                                   |      | 唐津市 |
| 西相知駅   | 非電化   | 1.5    | 6.6      |                    | ｜                                  |                                   |      | 唐津市 |
| 佐里駅     | 非電化   | 1.6    | 8.2      |                    | ｜                                  |                                   |      | 唐津市 |
| 駒鳴駅     | 非電化   | 2.8    | 11.0     |                    | ｜                                  | 伊万里市                          |      |        |
| 大川野駅   | 非電化   | 1.9    | 12.9     |                    | ◇                                   | 伊万里市                          |      |        |
| 肥前長野駅 | 非電化   | 1.4    | 14.3     |                    | ｜                                  | 伊万里市                          |      |        |
| 桃川駅     | 非電化   | 3.1    | 17.4     |                    | ｜                                  | 伊万里市                          |      |        |
| 金石原駅   | 非電化   | 2.3    | 19.7     |                    | ｜                                  | 伊万里市                          |      |        |
| 上伊万里駅 | 非電化   | 4.4    | 24.1     |                    | ｜                                  | 伊万里市                          |      |        |
| 伊万里駅   | 非電化   | 1.6    | 25.7     | 松浦鉄道：西九州線 | ｜                                  | 伊万里市                          |      |        |

### 廃止区間
- 駅名[47]・自治体名・接続路線は特記ないものは廃止直前時点のもの。
- 廃止区間は全線非電化・単線
- 累計営業キロは博多駅起点（廃止時点）
- 線路 … ｜：列車交換不可、◇・∨：列車交換可能（∨：路線起点）、※：スイッチバック
- 特記なければ各区間廃止日に駅廃止。

#### 博多駅 - 姪浜駅間
この区間は1983年（昭和58年）3月22日、福岡市地下鉄1号線（現在の空港線）と引き替えで廃止された。なお、廃止区間各駅のみならず、姪浜駅・今宿駅・周船寺駅も特定都区市内制度における「福岡市内」エリアから外れることになったため、地下鉄等の代替交通機関の運賃も併せて負担が増すこととなった。
- 全駅福岡県福岡市内に所在。
- 特定都区市内制度適用範囲の駅 … 福：福岡市内
- 姪浜駅以外の駅の駅舎は、開業から廃駅まで建て替えられなかった[78]。
- 西新駅は福岡市地下鉄空港線の西新駅とは別の地上駅で、福岡市営地下鉄の開業から筑肥線博多駅 - 姪浜駅間廃線までの約2年は2つの西新駅が併存した[79]。姪浜駅は現在の姪浜駅とほぼ同じ場所の南側に隣接してあったが、当時は地上駅であった。

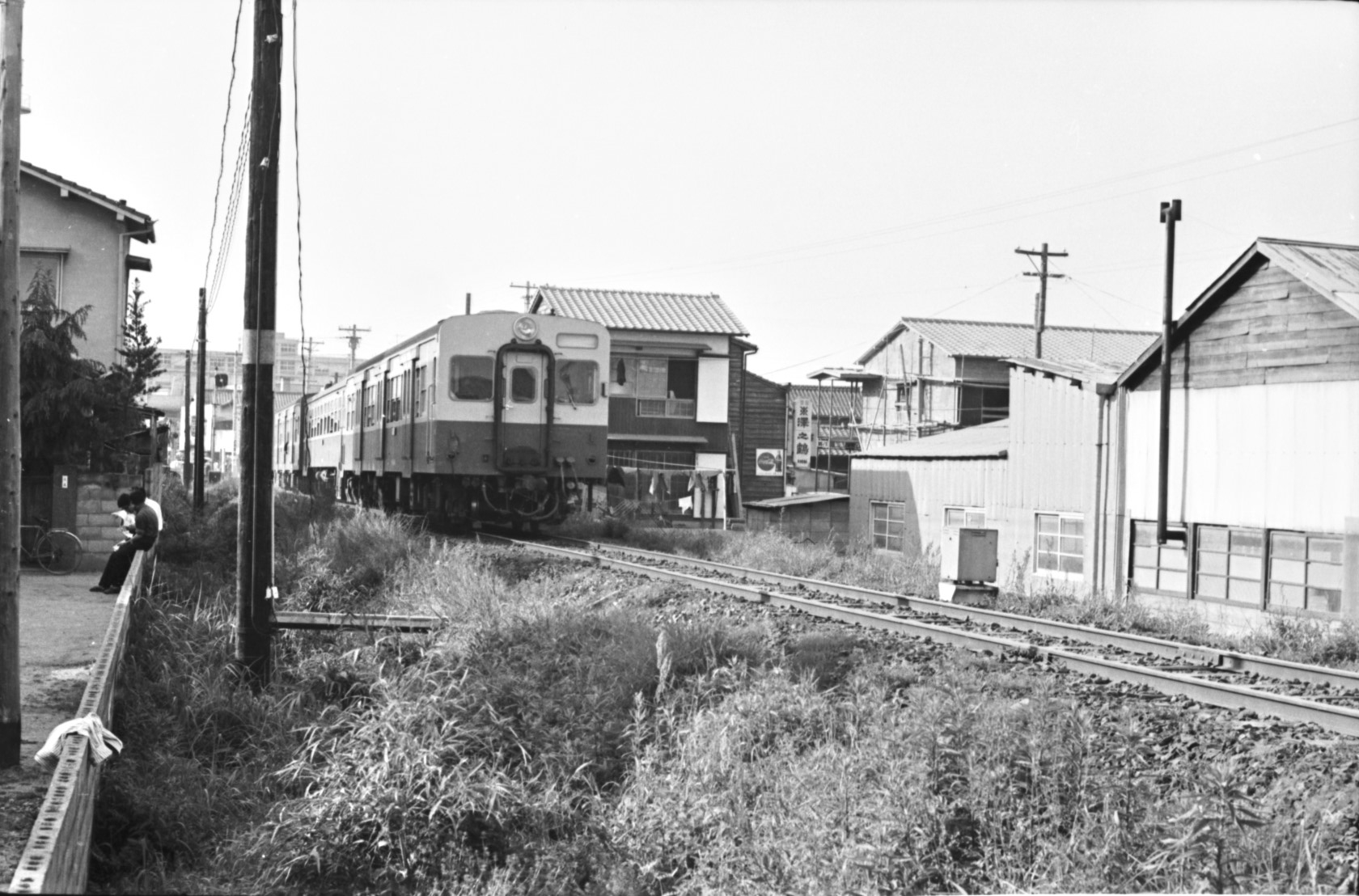
筑肥線鳥飼駅付近を走るキハ35系他（1967年）

| 博多駅 福     | -   | 0.0  | 日本国有鉄道：山陽新幹線・鹿児島本線 西日本鉄道：福岡市内線（1979年2月11日廃止） （九州新幹線・博多南線・福岡市地下鉄空港線・七隈線は当時未開業） | ∨  | 博多区                    |
| 筑前簑島駅 福 | 1.6 | 1.6  | | ｜ | 博多区                    |
| 筑前高宮駅 福 | 1.1 | 2.7  | 西日本鉄道：大牟田線（西鉄平尾駅） 博多保線区姪浜支区筑前高宮検査長室を併設                                                                       | ◇  | 中央区                    |
| 平尾駅        | 0.3 | 3.0  | （1941年8月10日廃止） | ｜ | 大字平尾 （現在の中央区） |
| 小笹駅 福     | 1.8 | 4.8  | | ｜ | 中央区                    |
| 鳥飼駅 福     | 2.4 | 7.2  | | ◇  | 城南区                    |
| 西新駅 福     | 1.7 | 8.9  | タブレット閉塞による単線路線の交換駅 | ◇  | 西区 （現在の早良区）     |
| 筑前庄駅      | 1.2 | 10.1 | （1941年8月10日廃止） | ｜ | （現在の早良区）          |
| 姪浜駅 福     | 1.6 | 11.7 | 日本国有鉄道：筑肥線（東唐津・伊万里方面） （福岡市地下鉄空港線は当時未開業）                                                                     | ◇  | 西区                      |

沿線概況
姪浜駅を博多方面に出発した後、線路は南下し室見川を渡って高取中学校を左に見ながら徐々に左にカーブし、線路はもと通り真東へと進む。その後室見小学校を右手に金屑川を渡り約500mほど進むと見えてくる西新駅は、福岡市地下鉄空港線の西新駅よりも南方にあり、昭代3丁目というバス停に代替された。西新駅からさらに東に進んで早良街道と踏切で交差し、貨物輸送の側線を有する鳥飼駅に達する。鳥飼駅があった場所は、城南区役所と城南保健所になっている。鳥飼駅を出ると国道202号の別府大橋の下を斜めにくぐり、次いで樋井川を渡る。その後右にカーブして住宅街の中を南東に向かい、その後左にカーブして小笹駅に達する。小笹駅からは山荘通りの北側を並走し、次いで踏切で交差して南側を並走しながら東進した後は高宮通りを踏切で交差し、西鉄平尾駅のすぐ南をアンダークロスで抜けると筑前高宮駅（現在はスーパー「サニー那の川店」など）である。筑前高宮駅から300mほど小笹駅寄りの位置には、1936年1月1日から1941年8月10日まで平尾駅があった。
その後右にカーブしながら日赤通りを踏切にて横断し、次いで左にカーブした後、那珂川を渡り筑前簑島駅に至る。その後直ちに国道385号の下をくぐって九州松下電器（現パナソニック システムネットワークス）の北側を左にカーブしながら鹿児島本線に合流し、アンダーパスとなっている百年橋通りを鉄橋で越え、南側（竹下寄り）から博多駅に至る。
1980年（昭和55年）に筑前高宮駅に掲示された路線図によると、博多駅から姪浜駅の所要時間は約21分。筑前高宮から東唐津は1時間20分、伊万里までは2時間30分であった。
廃止区間の現況
現在旧線路のうち、筑前簑島駅から小笹駅の西約700m（笹丘1丁目）の区間と鳥飼駅の東約700m（六本松4丁目）と姪浜駅の区間が道路として整備されたが、筑肥線を跨いでいた国道385号の跨道橋や国道202号（別府橋通り）の別府大橋など当時の名残を残す場所がある。このうち、筑前高宮駅近くの西鉄平尾駅入口交差点から笹丘1丁目までの道路には筑肥新道という福岡市道路愛称が付けられるとともに、荒江2丁目交差点から室見川筑肥橋までの約2.2kmの区間（福岡市道鳥飼姪の浜線の一部）には車道とともに「グリーンレールロード」と呼ばれるウォーキングコースが整備された。また、これ以外の筑前簑島駅付近の旧線路や笹丘1丁目から六本松4丁目の間（「梅光園緑道」と呼ばれる）は遊歩道として整備されている。西鉄バス（69-1系統）が博多駅 - 美野島二丁目（旧筑前簑島駅最寄り）- 那の川（旧筑前高宮駅）- 小笹山荘通（旧小笹駅） - 城南区役所北口（旧鳥飼駅）- 昭代三丁目（旧西新駅）まで、同7番系統が城南区役所北口から姪浜駅南口まで、ほぼ廃線区間と同ルートを結んでいる。
旧筑肥線の鉄橋跡に架設された室見川、那珂川などの道路橋は「筑肥橋」の名称が与えられ、蒸気機関車の動輪や煙突、線路などをモチーフにした造形物があしらわれており、かつて鉄道が走っていたことを偲ばせるものとなっている。

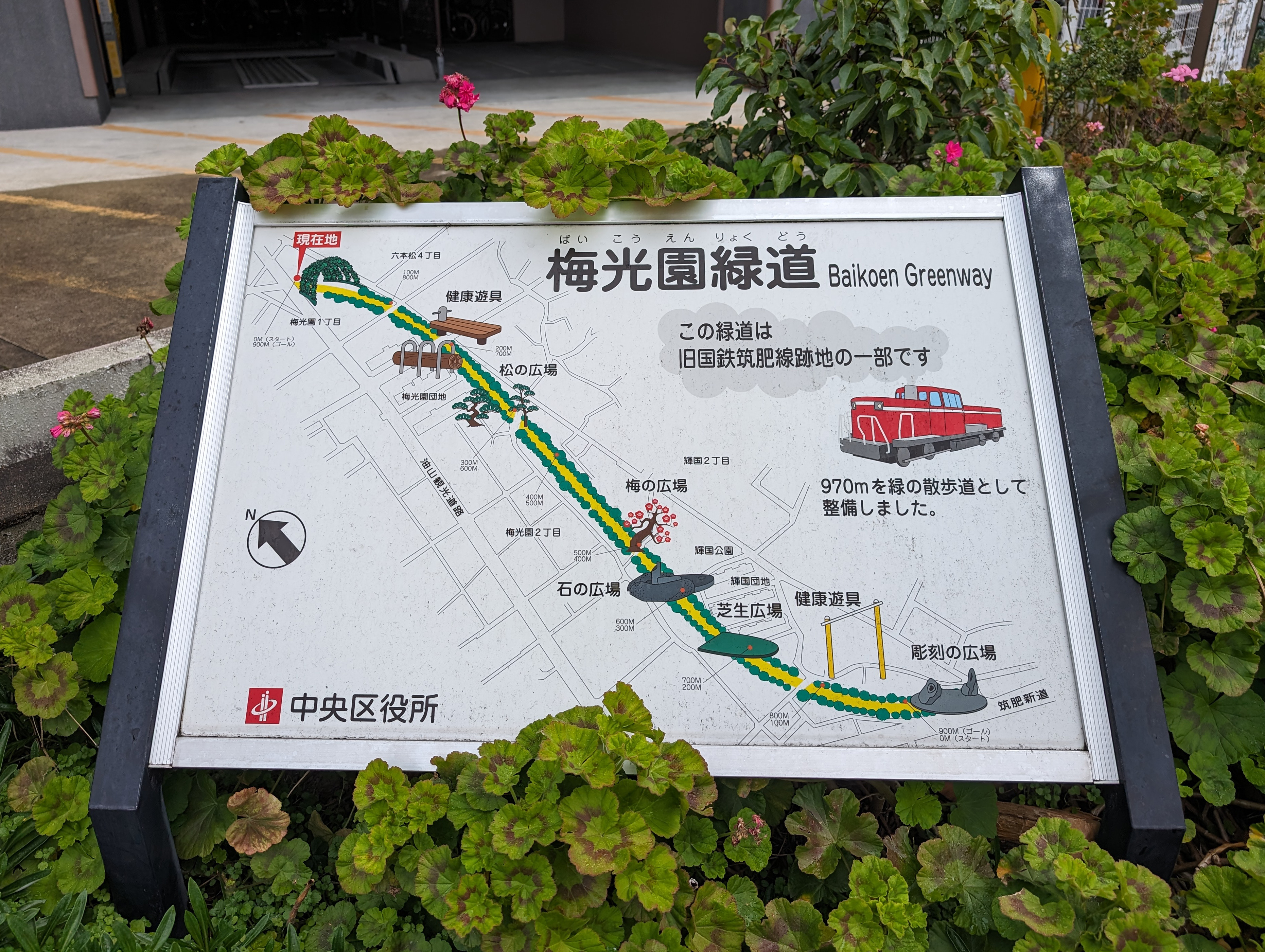
梅光園緑道の看板
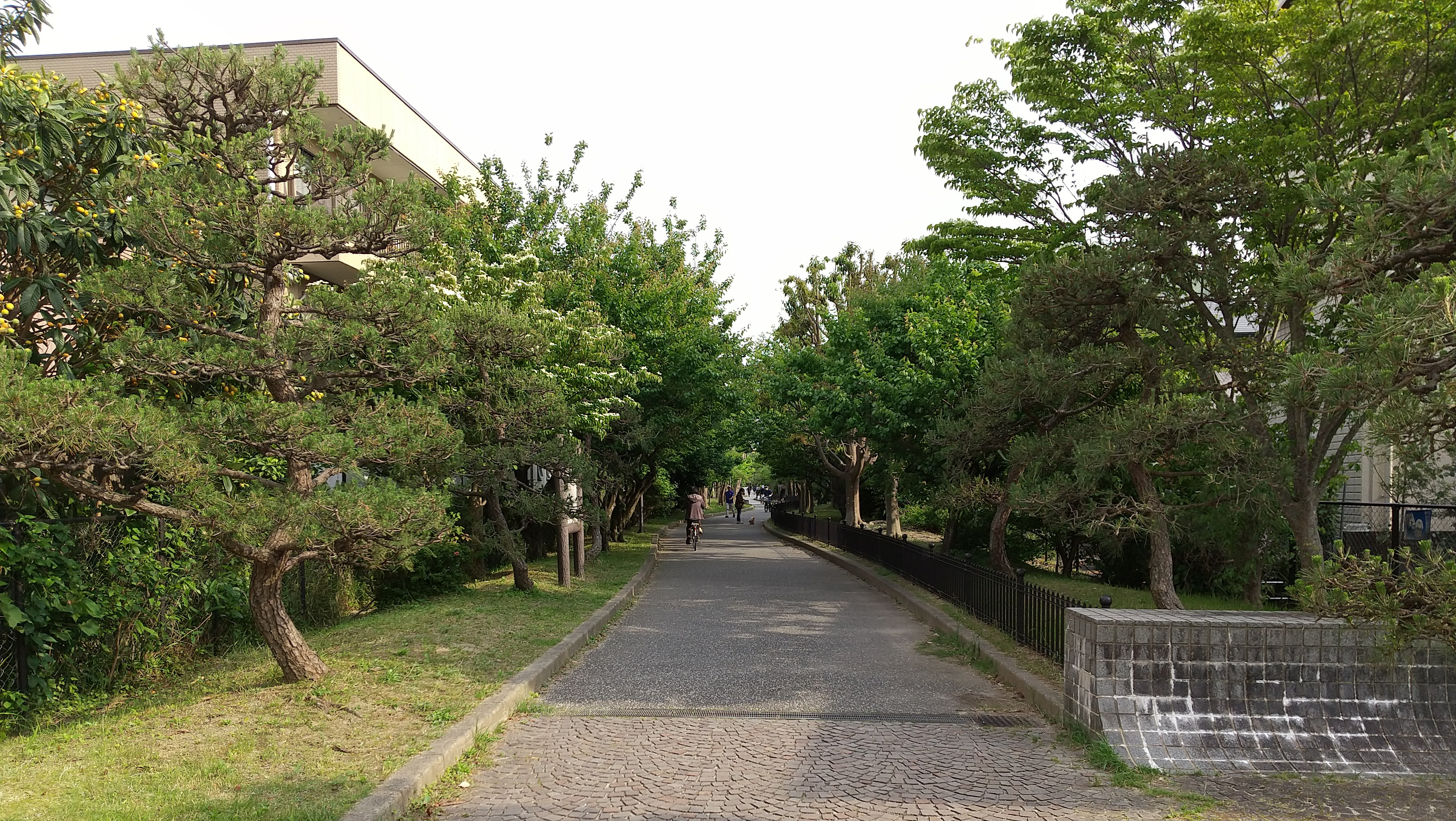
梅光園緑道
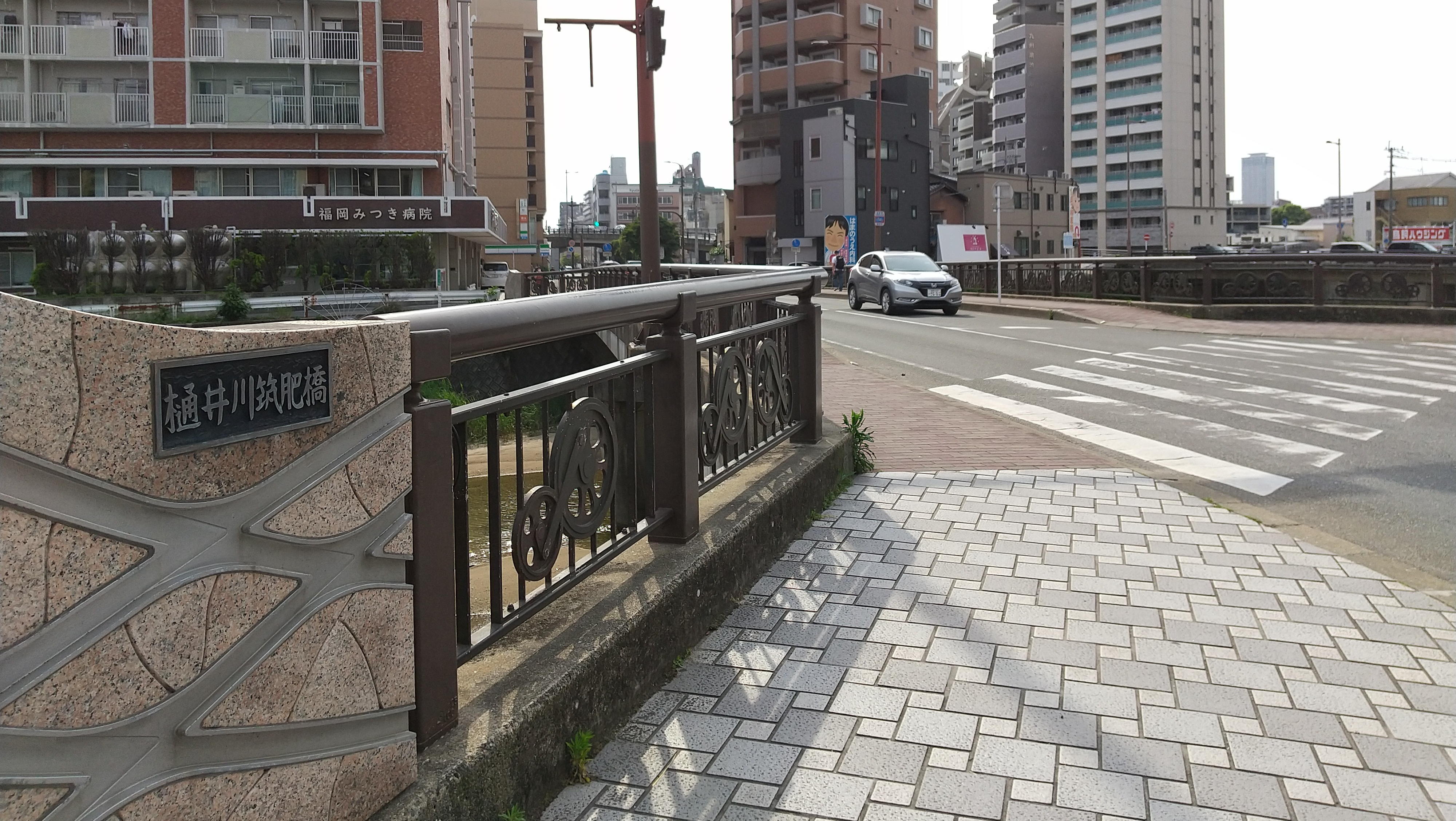
樋井川筑肥橋にあしらわれた機関車の動輪
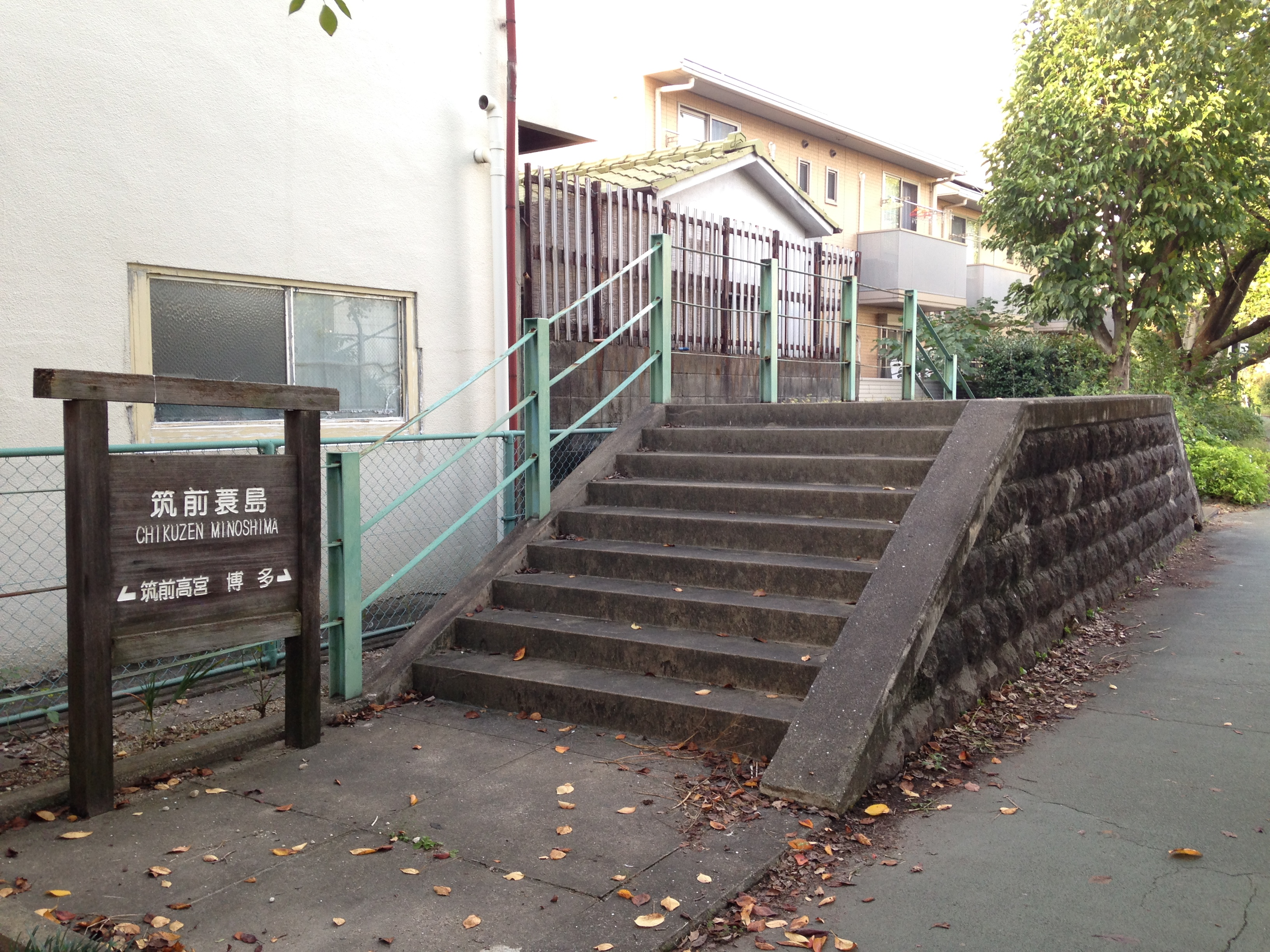
筑前簑島駅の跡地に設置された、ホームと駅名標。ホームは一部を残した[44]という説と、廃駅後に再設置されたという説がある

#### 虹ノ松原駅 - 山本駅間
この区間は1983年（昭和58年）3月22日、虹ノ松原駅 - 唐津駅間の開業とそれに伴う経路変更のため廃止された。なお、この経路変更により唐津線の唐津駅 - 山本駅間が筑肥線との重複区間に指定されたが、1987年（昭和62年）4月1日の国鉄分割民営化と同時に唐津線の単独区間に戻っている。
- 全駅佐賀県唐津市内に所在。
- 東唐津駅は現在の駅とは違って松浦川の河口付近にあり、スイッチバック駅となっていた。

| 駅名       | 営業キロ | 営業キロ | 接続路線・備考                             | 線路 |
| 駅名       | 駅間     | 累計     | 接続路線・備考                             | 線路 |
| ---------- | -------- | -------- | ------------------------------------------ | ---- |
| 虹ノ松原駅 | -        | 49.2     | 日本国有鉄道：筑肥線（博多方面）           | ｜   |
| 東唐津駅   | 3.0      | 52.2     |                                            | ※    |
| 鏡駅       | 3.5      | 55.7     |                                            | ｜   |
| 久里駅     | 2.2      | 57.9     |                                            | ｜   |
| 山本駅     | 1.7      | 59.6     | 日本国有鉄道：筑肥線（伊万里方面）・唐津線 | ◇    |